# Frieda (film)
Pour les articles homonymes, voir Frieda.
Pour plus de détails, voir Fiche technique et Distribution.
Frieda est un film britannique réalisé par Basil Dearden, sorti en 1947.

## Synopsis
À la fin de la guerre, un aviateur britannique épouse une Allemande qui l'a aidé à s'évader d'un camp de prisonniers de guerre. Il revient chez lui avec sa femme. Tout semble bien se passer avec sa famille et les habitants de la petite ville où ils habitent, qui tombent sous le charme de la jeune femme. Le drame va se nouer avec l'arrivée du frère de Frieda, qui n'a rien renié de son passé nazi.

## Fiche technique
- Titre original : Frieda
- Réalisation : Basil Dearden
- Scénario : Angus MacPhail, Ronald Millar, d'après la pièce de Ronald Millar
- Direction artistique : Michael Relph, Jim Morahan
- Costumes : Marion Horn
- Photographie : Gordon Dines
- Son : Stephen Dalby
- Montage : Leslie Norman
- Musique : John Greenwood
- Production : Michael Balcon
- Production associée : Michael Relph
- Société de production : Ealing Studios
- Société de distribution : General Film Distributors
- Pays d'origine :  Royaume-Uni
- Langue originale : anglais
- Format : Noir et blanc  — 35 mm — 1,37:1 — son mono
- Genre : drame
- Durée : 98 minutes
- Dates de sortie : 
  - Royaume-Uni : 19 juin 1947
  - France : 25 février 1949

## Distribution
- David Farrar : Robert Dawson
- Glynis Johns : Judy Elizabeth Dawson
- Mai Zetterling : Frieda Dawson (née Mannsfeld)
- Flora Robson : Eleanor (Nell) Dawson
- Albert Lieven : Richard Mannsfeld
- Barbara Everest : Mme Dawson
- Gladys Henson : Edith
- Ray Jackson : Tony Dawson
- Patrick Holt : Alan Dawson
- Milton Rosmer : Tom Merrick
- Barry Letts : Jim Merrick